# Les Débuts d'un canotier
Les Débuts d'un canotier è un cortometraggio muto del 1907 diretto da Henri Gambart. Interpretato dal comico André Deed (conosciuto in Italia come Cretinetti), il film dovrebbe essere l'esordio come regista cinematografico per Gambart, autore teatrale di farse e commedie che, negli anni dieci, avrebbe poi diretto numerosi film alla Pathé.

## Produzione
Il film fu prodotto dalla Pathé Frères.

## Distribuzione
Distribuito dalla Pathé Frères, il film - un cortometraggio di 93,6 metri - uscì nelle sale francesi il 21 dicembre 1907. La Pathé lo distribuì anche negli Stati Uniti, dove venne importato e presentato il 28 dicembre con il titolo inglese His First Row o The First Row